# Runenstein von Stora Ramsjö

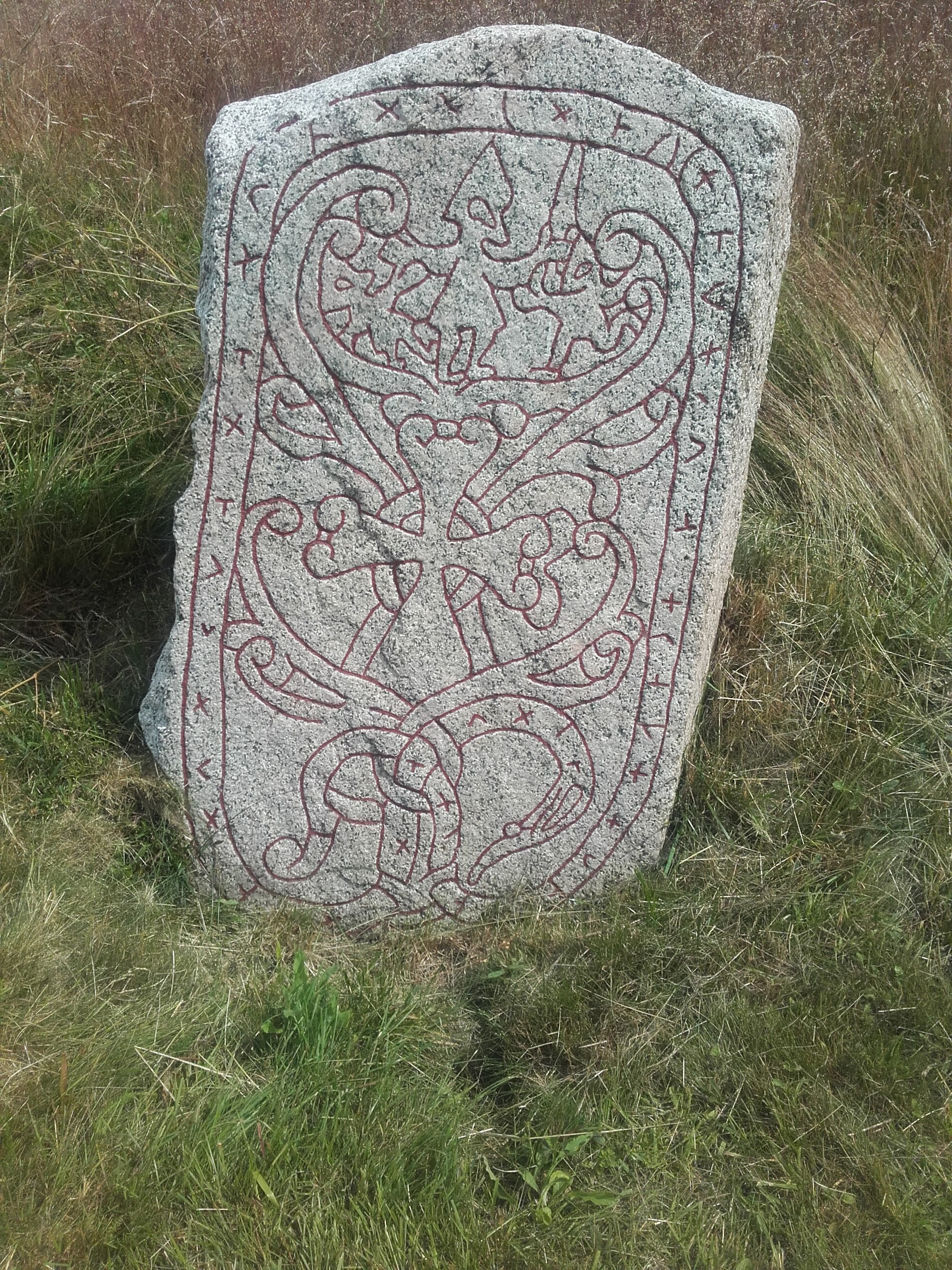
Runenstein von Stora Ramsjö

Der Runenstein von Stora Ramsjö (auch Ramsjösten; Samnordisk runtextdatabas U 1175) ist ein Runenstein aus grauem Granit, der sich östlich von Morgongåva in der Gemeinde Heby in Uppland in Schweden befindet. Die Höhe beträgt 1,35 m und die Breite 0,85 m. 
Der Stein hat eine umlaufende Inschrift aus runenartigen Zeichen, Kreuzen und Winkeln. Der Text kann nicht gelesen werden und es wird angenommen, dass der Meister des Ramsjösten keinen Text verfassen wollte, möglicherweise sogar das Runenalphabet nicht beherrschte. Er hat sich ein Schlangenband mit einem länglichen Schlangenkopf ausgedacht, das auf den Runensteinen Upplands üblich ist. Die Fläche innerhalb des Schlangenbandes besteht aus einer Art Tatzenkreuz ✠, das von Zierreben umgeben ist. Über dem Kreuz befindet sich eine Figurenszene mit drei menschlichen Darstellern, wobei die zentrale Figur etwas größer ist und ein Schwert in der Hand hält, das in das Schlangenband stößt. Es wird angenommen, dass die zentrale Figur Sigurd Fafnesbane darstellt.
Die Verzierung wird auch als Kopie des Runenstein von Altuna (U 1161) angesehen, der jedoch Thors Fischzug darstellt. Direkt neben U 1175 befindet sich der mit Text versehene Runenstein U 1174.
Der Schöpfer des Ramsjösten U 1175, der zu den sogenannten Sigurdsteinen gehört, ist ein anonymer Runenmeister. Vergleichbare Darstellungen der Sigurd-Sage sind von sechs weiteren Runensteinen in Schweden bekannt: Sö 101, Sö 327, U 1163, Bo NIYR;3, Gs 9 und Gs 19.

Runenstein von Stora Ramsjö mit Details
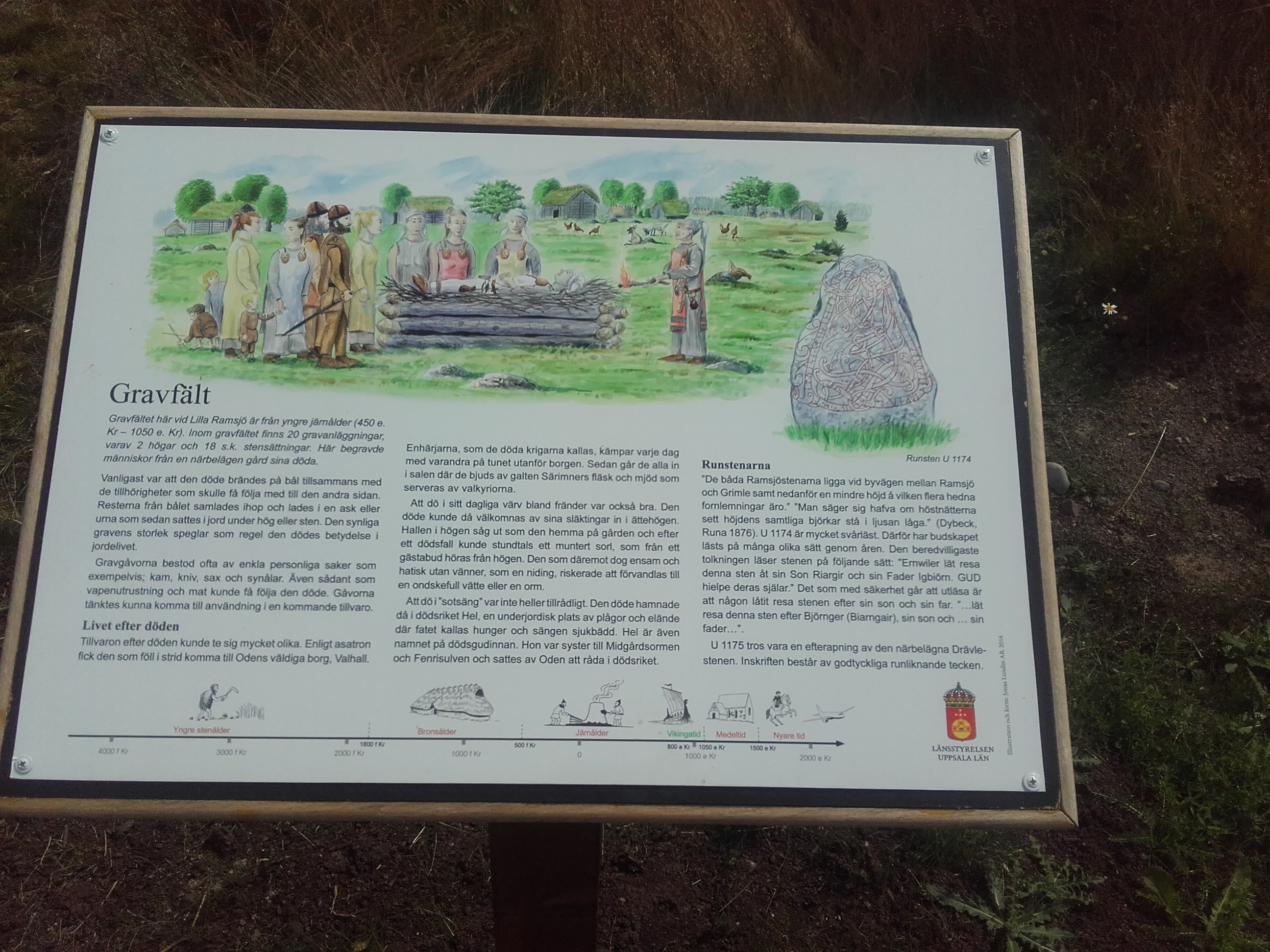
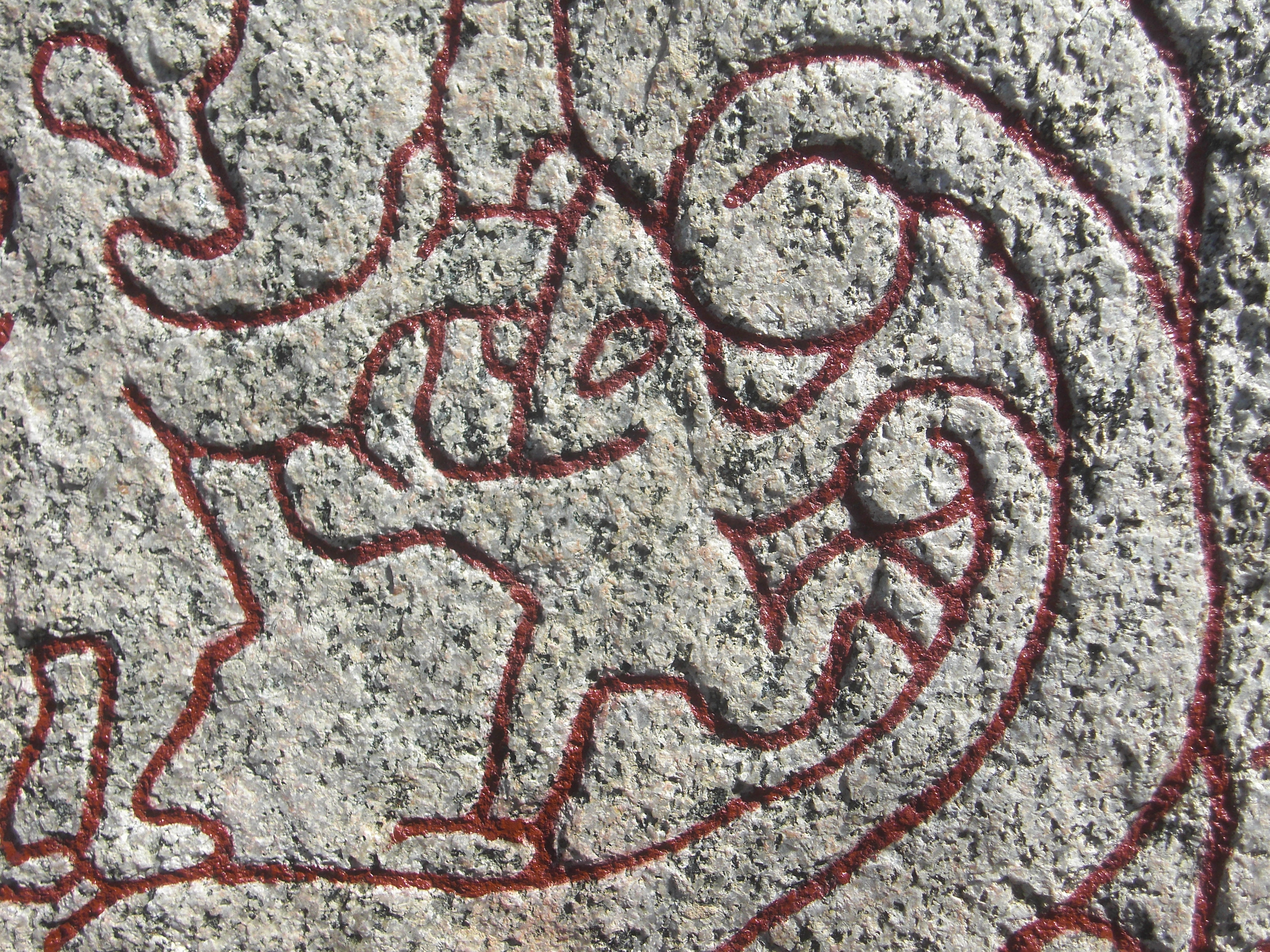
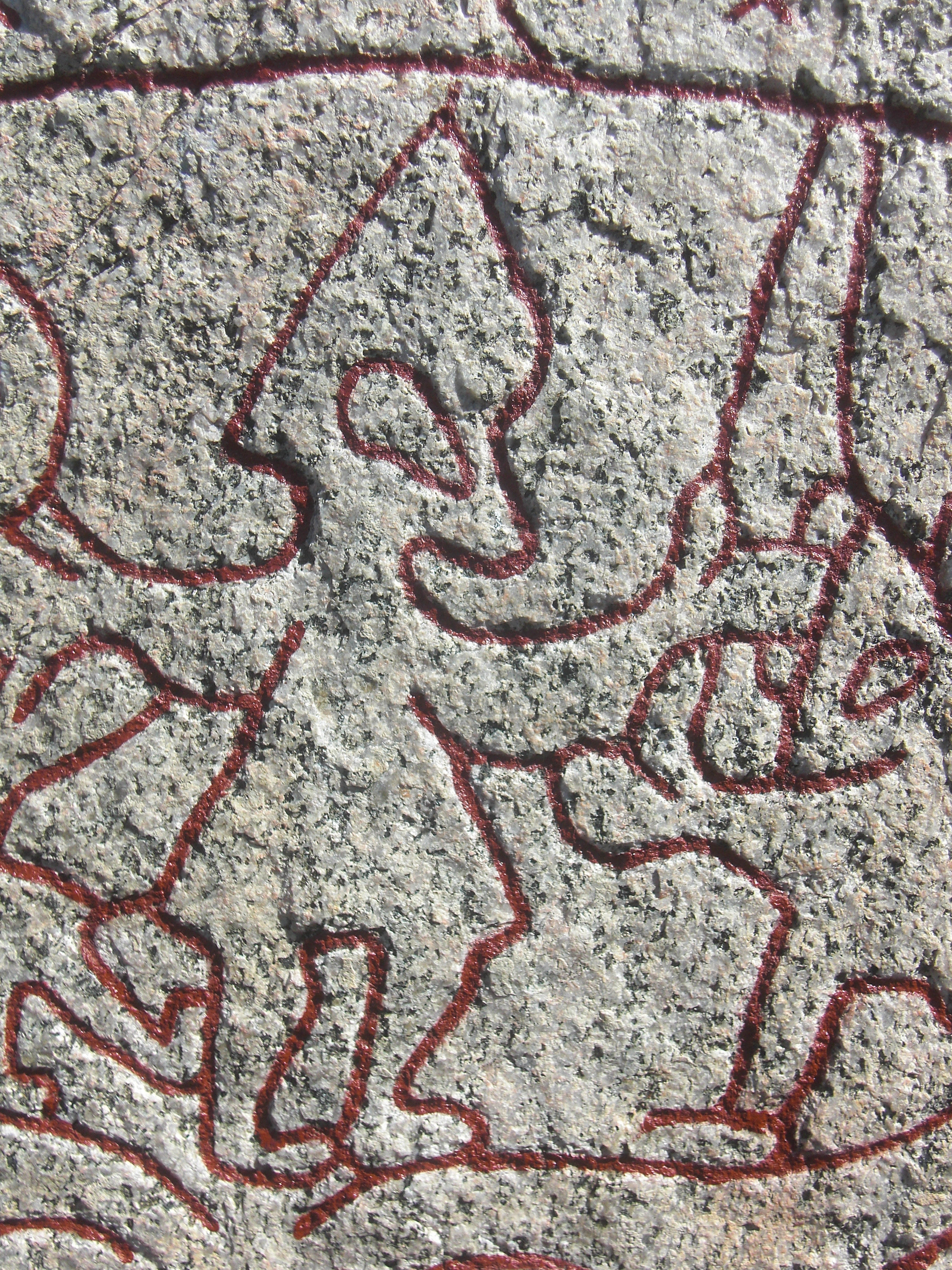
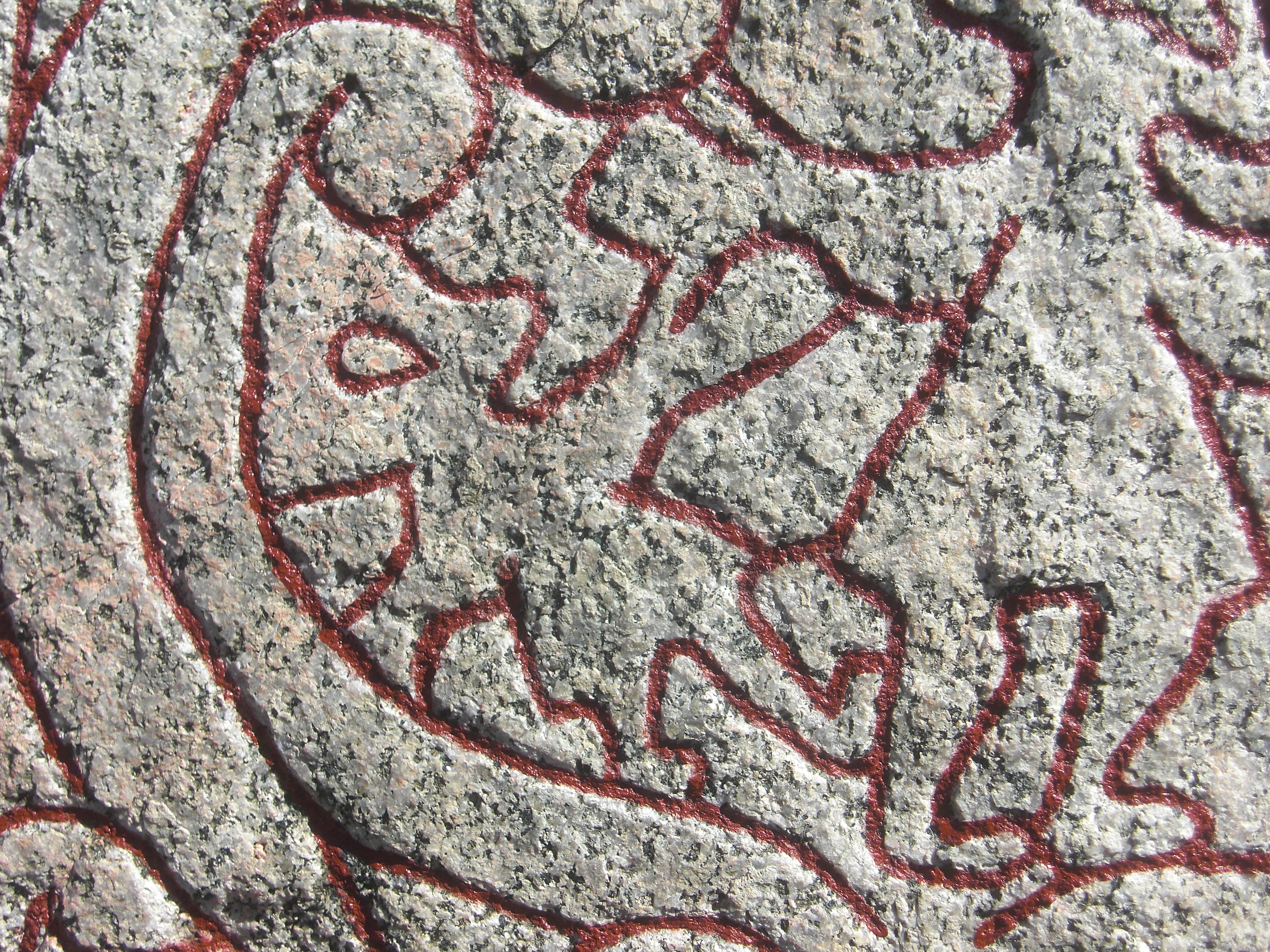
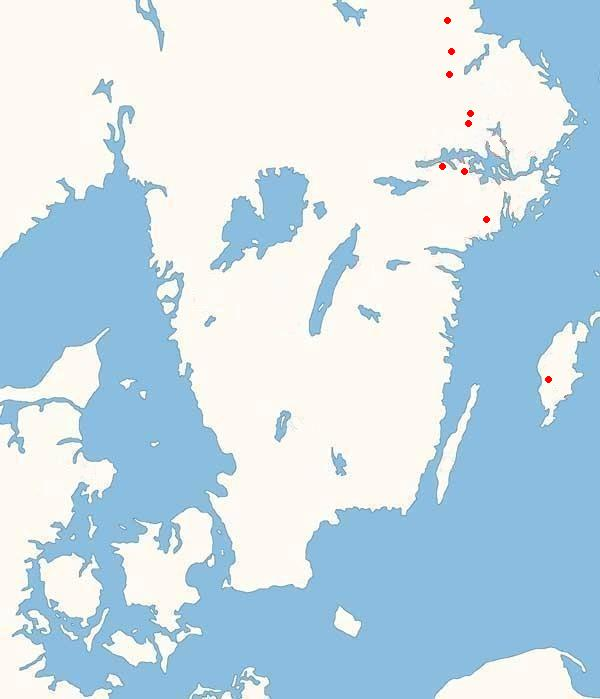
Sigurdsteine